# Zenithoptera
Zenithoptera ist eine Libellengattung der Unterfamilie Palpopleurinae und wurde 1869 von Edmond de Sélys-Longchamps erstbeschrieben. Das Verbreitungsgebiet erstreckt sich vornehmlich über Nicaragua und Paraguay bis in den Nordosten Argentiniens.

## Merkmale
Zenithoptera-Arten sind relativ klein und werden 21 bis 29 Millimeter groß. Ihr Thorax ist dunkelbraun, ihr Abdomen schwarz gefärbt. Dabei kommen bei manchen Arten auf dem Thorax seitlich gelbe Streifen vor. Die Flügel sind schwarz und schimmern bläulich bis violett. Am Nodus und an den Flügelspitzen weisen sie zudem einen weißen Streifen senkrecht zum Flügel auf.

## Systematik
Die Gattung wurde erstmals 1869 anhand der Libellula americana durch Sélys eingerichtet. 1889 richtete zudem Kirby die Gattung Potamothemis mit der Libellula fasciata als Generotyp ein. Als Borror 1945 die Synonymität der beiden Tiere erkannte, synonymisierte er auch gleich die Gattungen.
Folgende Arten gehören zur Gattung Zenithoptera:
- Zenithoptera fasciata
- Zenithoptera anceps
- Zenithoptera lanei
- Zenithoptera viola